# Лаптаха
 Лаптаха  — опустевшая деревня в Афанасьевском районе Кировской области в составе Борского сельского поселения.

## География
Расположена на расстоянии примерно менее 3 км на юг от центра поселения поселка  Бор на левобережье реки Кама.

## История
Известна была с 1891 года как починок Куташев Иван Фёдоров или Лаптаха с 1 двором, в 1905 это починок Лаптахин с 2 дворами и 9 жителями. В 1926 году здесь (деревня Лаптахинское или Иванов) 16 хозяйств и 97 жителей, в 1950  (Лаптахинская) с 57 хозяйствами и 144 жителями. В 1989 году оставалось 10 жителей. Нынешнее название утвердилось с 1978 года.  

## Население
Постоянное население составляло 4 человека (русские 100%) в 2002 году, 0 в 2010.